# Martina Linn
Martina Linn (La Punt Chamues-ch, 1991) è una cantante svizzera.

## Biografia
Nata in un villaggio alpino nell'Engadina, Martina Linn ha imparato a suonare la chitarra all'età di 7 anni e ha iniziato a cantare a 10. Durante l'adolescenza si è esibita con il trio folk Jodelterzett Engiadina. Ha studiato canto jazz a Basilea.
Il suo album di debutto She Is Gone è uscito nel 2013 ed è stato supportato da un tour con il gruppo folk Friska Viljor. Il secondo album, Pocket of Feelings, è uscito nel 2015. Con il terzo album Win What Yesterday Lost (2019), supportato da una tournée da solista in giro per la Svizzera, ha visto il suo primo ingresso nella Schweizer Hitparade alla 35ª posizione. Il disco, dal sound più marcatamente pop, si ispira al trasferimento della cantante negli Stati Uniti d'America.

## Discografia

### Album in studio
- 2013 – She Is Gone
- 2015 – Pocket of Feelings
- 2019 – Win What Yesterday Lost

### Singoli
- 2019 – I Will Run
- 2019 – When the Curtains Finally Part